# La Cinq
Ne doit pas être confondu avec La5, TV5 ou France 5.
La Cinq, éditée par la société France 5,,,, puis par la Société d'exploitation de la 5e chaine,, (ou La Cinq S.A.), est la première chaîne de télévision généraliste nationale commerciale privée et gratuite française d'origine italienne diffusée du 20 février 1986 au 12 avril 1992 et créée deux ans après la chaîne privée payante Canal+ lancée en 1984. Après la chaîne musicale TV6 en 1987, La Cinq est chronologiquement la deuxième chaîne nationale française à s'être vue retirer son autorisation d'émettre, à la suite de sa faillite.

## Histoire de la chaîne
En 1985, à un peu plus d'un an des élections législatives, les socialistes redoutent un échec politique et souhaitent créer un espace nouveau, hors du domaine institutionnel de la télévision publique, susceptible de toucher un large public, différent du statut de la chaîne privée à péage Canal+ cryptée, permettant de constituer un relais d'opinion en faveur de leurs idées, s'ils viennent à retourner dans l'opposition.
Le 16 janvier 1985 à 20 heures, le président de la République François Mitterrand annonce au journal télévisé d'Antenne 2, la création de deux nouvelles chaînes privées gratuites, La Cinq et TV6 et prévoit même jusqu'à 85 télévisions locales. Il lance l'idée d'« un espace de liberté supplémentaire » et demande au gouvernement de Laurent Fabius d'étudier le projet. L'avocat Jean-Denis Bredin, chargé par le Premier ministre de rédiger un rapport sur l'ouverture de « l'espace télévisuel à la télévision privée », le lui remet le 20 mai. Ce dernier préconise la création de deux chaînes nationales privées en clair financées par la publicité et dont les fréquences seront concédées par l'État conformément à l'article 79 de la loi du 29 juillet 1982 sur la communication audiovisuelle. Le 31 juillet, Georges Fillioud, secrétaire d’État français chargé des Techniques de la communication, présente en conseil des ministres une communication sur le développement de l’audiovisuel. Il annonce un projet de loi définissant la création d'ici le printemps 1986, de deux nouvelles chaînes de télévision privées à diffusion nationale, l'une généraliste, l'autre à vocation musicale, ainsi que des chaînes de télévision locales, au capital desquelles se retrouveraient groupes de presse, sociétés de production et publicitaires.
Un appel à candidature est lancé pour lequel postule de façon officieuse, la CLT qui cherche à implanter RTL Télévision sur le territoire français. Le groupe Fininvest du magnat italien de la télévision commerciale Silvio Berlusconi y voit l'opportunité d'étendre son réseau en Europe, afin de commercialiser son catalogue de programmes. Silvio Berlusconi s'associe début novembre 1985 au groupe Chargeurs réunis de Jérôme Seydoux et à Christophe Riboud pour créer la société France 5 qui présente un projet de télévision commerciale pour l'obtention d'une concession sur le nouveau cinquième réseau hertzien. Berlusconi fait dès lors jouer ses relations politiques au plus haut niveau, dont celle auprès du président socialiste du Conseil italien, Bettino Craxi, qui se charge de le recommander chaudement à François Mitterrand.
Au même moment, le gouvernement engage une bataille avec l'opposition à l'Assemblée nationale pour obtenir un amendement de la loi sur les télévisions privées permettant la libre installation d'émetteurs par TDF en haut de la tour Eiffel, sans avoir à obtenir l'autorisation de la ville de Paris, propriétaire du monument et dont le maire de droite n'est autre que le président du RPR, Jacques Chirac. L'amendement Tour Eiffel est finalement adopté par les députés de la majorité de gauche, le 15 novembre 1985.

### La Cinq de Berlusconi / Seydoux (1986-1987)
« Ce qu'on attend beaucoup, c'est dans le domaine des variétés : les chansons. Parce que Canale Cinque, la télévision commerciale italienne est en général, plus avancée que la télé française. Avec plus de rythme dans les émissions, des décors magnifiques. Une gaieté qu'il n'y a pas toujours dans les émissions de variétés françaises". »

— Étienne Mougeotte, directeur de Télé 7 Jours dans 1986 Canale 5 "Voilà la Cinq" du 20 février 1986
Le 20 novembre 1985, le gouvernement accorde une concession de service public de 18 ans à la société France 5 pour l'exploitation du cinquième réseau hertzien de télévision à diffusion nationale, malgré la désapprobation de certains ministres et conseillers du président français militant pour un programme culturel et de la Haute Autorité de la communication audiovisuelle qui n'approuve pas le cahier des charges de la chaîne mais n'a aucun pouvoir pour le modifier. Il accorde également une publicité à volonté et une protection contre la concurrence.
Jérôme Seydoux et Silvio Berlusconi présentent les orientations et le style des émissions de la future cinquième chaîne de télévision lors d'une conférence de presse le 22 novembre 1985. À ses détracteurs qui l’accusent de vouloir fabriquer une télé « Coca-Cola », Silvio Berlusconi, qui bâtit les programmes de la Cinq à partir de ses catalogues, promet une télé plutôt « beaujolais » avec « champagne le samedi », ainsi que des stars de la télévision ou du cinéma qui ont la faveur du public.
Décidée à contrecarrer ce projet de nouvelles chaînes de télévision dont elle a cerné les enjeux politiques, l'opposition de droite fait annuler l'amendement Tour Eiffel par le Conseil constitutionnel le 13 décembre 1985, obligeant le gouvernement à passer en force via un nouveau projet de loi définitivement voté le 21 décembre par le Parlement. Le 31 décembre 1985, la société France 5 a été constituée sous la forme anonyme avec siège à Paris. Le 16 janvier 1986, la CLT dépose en vain un recours en annulation de l'accord de concession devant le Conseil d’État et n'obtient du gouvernement qu'un droit à utiliser l'un des deux canaux encore libres du futur satellite TDF 1. Le 20 janvier 1986, Silvio Berlusconi présente les programmes de sa future chaîne commerciale, officiellement baptisée La Cinq, petite sœur dérivée du Canale 5 italien, aux journalistes, industriels et publicitaires afin de convaincre ces derniers d'acheter du temps d'antenne publicitaire pour financer la chaîne. Le lendemain, les forces de l'ordre sont obligées d'intervenir pour permettre aux techniciens de TDF de venir installer les émetteurs de La Cinq en haut de la tour Eiffel, à la suite du refus de la ville de Paris, qui invoque des problèmes de sécurité,.
Mi-février, le capital de la société France 5 créée pour gérer La Cinq (50 millions de francs) est bouclé, dont 40 % sont détenus par la Fininvest (Berlusconi) et 60 % par la SEPC (participations françaises).
Après trois mois d'hostilités et un mois d'essais techniques, La Cinq peut enfin commencer à émettre le jeudi 20 février 1986 à 20 h 30 dans le cadre de l’émission de présentation de la chaîne Voilà la Cinq enregistrée dans les studios milanais du groupe Mediaset de Berlusconi. Jusqu’à minuit, Christian Morin, Roger Zabel, Amanda Lear, Élisabeth Tordjman et Alain Gillot-Pétré reçoivent les grandes vedettes de la variété française (Johnny Hallyday, Serge Gainsbourg, Mireille Mathieu, Charles Aznavour) et internationales, comme Ornella Muti, invitées par Silvio Berlusconi à parrainer un show dont les effets n’ont rien à envier aux divertissements de TF1 ou d’Antenne 2,,,. Les premières semaines de programmes sont alors constituées de jeux et de shows (Pentathlon, C’est beau la vie, Cherchez la femme), mais aussi de quelques magazines comme Jonathan et Mode, etc (Nonsolomoda), adaptés des formats à succès de Canale 5, la chaîne italienne de Silvio Berlusconi. Nouveauté dans le paysage audiovisuel français, les programmes sont rediffusés toutes les quatre à cinq heures et sont entrecoupés de plusieurs pages de publicité (jusqu’à trois au sein d’un même programme). Les premiers animateurs, qui gagnent quatre fois plus que sur les chaînes publiques françaises, sont pour grande partie des transfuges de TF1 (Christian Morin) ou d'Antenne 2 (Alain Gillot-Pétré, Roger Zabel et Élisabeth Tordjman), ou encore des transfuges des chaînes italiennes de Berlusconi (Amanda Lear). En mars 1986, les programmes sont présentés par une speakerine différente, chaque soir. Parmi les candidates, on découvre Annie Pujol. C'est la comédienne Alicia Alonso qui au terme du concours, présentera les programmes,.
- Multi-diffusion :

Voilà La Cinq est diffusée le jeudi 20 février 1986 à 20h30 et rediffusée à minuit, puis le lendemain trois fois, à 7h30, 11h30 et 15h30. À l'instar de cette soirée d'inauguration, les programmes de la chaîne sont multi-diffusés selon le système dit de la « boucle ». Proposant 4 heures de programmes répétés 5 fois par jour, permettant à la chaîne d'émettre 20h/24. À partir de mars 1986, La Cinq propose quelques films la nuit.
- Diffusion 24h/24:

A l'occasion du Premier tour de l'Élection présidentielle de 1988, La Cinq diffuse 24h/24 à partir du 24 avril 1988 lors de la Nuit special élection présidentielle,,,. Alternant séries, clips et flashs d'information.
- Les fictions américaines, le nerf de la guerre :

Dès février 1986, les séries télévisées américaines occupent toute la grille de la journée et de la seconde partie de soirée. Toutes ces séries sont issues du catalogue de la Fininvest et distribuées par Reteitalia. Certaines ne sont pas inconnues des téléspectateurs, car déjà diffusées dans les années 1960 et 1970 mais dont les droits ont été abandonnés ou raflés aux autres chaînes françaises : Arnold et Willy, Happy Days, Mission impossible, Star Trek, Shérif, fais-moi peur ou Wonder Woman. D'autres sont encore inconnues du public français et doublées pour la circonstance comme La Cinquième Dimension. En 1985, TF1 s'intéresse à la nouvelle version de La Quatrième Dimension alors qu'elle n'a pas encore été diffusée par CBS. Cependant, aucun des responsables des achats de TF1 ne considère sérieusement qu'une jeune chaîne privée encore inexistante, puisse entrer en concurrence avec eux. C'est ainsi que la première chaîne rate cette acquisition au profit de La Cinq. Pour fêter l'évènement, Philip Deguere, le producteur exécutif de La Cinquième Dimension souhaite bonne chance à La Cinq, dans un message diffusé lors de la soirée inaugurale. Juste avant le film de 20 h 30, la case stratégique de 19 h 30 est occupée chaque jour de la semaine par l'émission À fond la caisse dans laquelle est diffusée une série à chaque fois visant un public jeune : Supercopter le lundi, K2000 le mardi, Riptide le mercredi, CHiPs le jeudi et Tonnerre mécanique le vendredi.
Alors que FR3 n'est autorisée à diffuser que 310 films par an, contre 170 pour TF1 et Antenne 2, La Cinq diffuse dès sa 1re année 250 films plusieurs fois par semaine à 20 h 30. Parmi les premiers films diffusés à gros budget de la première semaine figurent L'Africain (premier film, diffusé le dimanche 23 février 1986 à 20h30), La Fièvre du samedi soir (diffusé le lundi 24 février 1986 à 20h30) et La Féline (diffusé le mardi 25 février 1986 à 20h30) ; film au sujet duquel son réalisateur Paul Schrader intente une action en justice, opposé à la coupure publicitaire. Les films représentent la plus forte audience de la chaîne.
Les professionnels du cinéma, invoquant un risque de baisse de fréquentation des salles, critiquent vigoureusement le fait que le cahier des charges de La Cinq l'autorise à diffuser des films deux ans après leur sortie en salles, contre trois pour les autres chaînes (excepté Canal+).
Le cinéaste Bertrand Tavernier, alors président de la Société des réalisateurs de films, prend la tête d'un mouvement de contestation des réalisateurs. Afin de protester contre le "saucissonnage des films" par la publicité sur La Cinq, il renvoie sa médaille de chevalier des Arts et Lettres. Il est signataire de L'appel d'Aubervilliers, en compagnie de Bernard Giraudeau, François Chaumette, Pierre Arditi, Gérard Blain, Marcel Bluwal, Maurice Dugowson, Anny Duperey, Jacques Fansten, Philippe Léotard, Stellio Lorenzi, Jean Rochefort, Claude Santelli...
- Des concessions cassées :

À la suite des élections législatives de mars 1986, la droite revient au pouvoir. Jacques Chirac, devenu Premier ministre, demande à son ministre de la Communication, François Léotard, de mettre en œuvre la politique audiovisuelle du gouvernement : privatisation de TF1 (alors que celle de FR3 est initialement prévue) et annulation des concessions des deux nouvelles chaînes privées, La Cinq et TV6, trop rapidement attribuées sur pression de l'Élysée sans réel appel d'offres. Par le décret no 86-901 du 30 juillet 1986, le gouvernement Chirac décide de réattribuer cette chaîne avant la fin de sa concession.
Afin de ne pas laisser un écran noir, La Cinq est autorisée à continuer à émettre mais doit immédiatement cesser de diffuser des films de cinéma. Dès le dimanche 20 avril, un téléfilm remplace le film prévu et les films programmés ultérieurement voient leur case réattribuée à des séries ou téléfilms. Pour pallier ce manque de longs-métrages, la chaîne achète des mini-séries de prestige. En avril 1986, RTL Télévision récupère les droits de la série Dynastie pour la France et les transfère à FR3, afin d'empêcher le magnat des médias italien Silvio Berlusconi de diffuser la série sur La Cinq. En décembre de la même année, La Cinq est autorisée, de nouveau, à diffuser des films de cinéma : le premier sera Les Blues Brothers.
À la suite d'un recours de TV6, ce décret est annulé par arrêté du Conseil d'État le 2 février 1987, car le ministre n'a pas respecté l'échéance légale de la concession d'un an. Toutefois, la Commission nationale de la communication et des libertés (CNCL), qui a remplacé la Haute Autorité de la communication audiovisuelle depuis le 30 septembre 1986, fixe le 15 janvier 1987 les obligations générales et particulières des « télévisions hertziennes nationales privées en clair » par les décisions no 87-1 et 87-2. Le 2 février 1987, le décret no 87-50 résilie le contrat de concession de la cinquième chaîne qui s'achève le 28 février 1987 à minuit et ouvre par la même occasion l'appel à candidature pour la réattribution du réseau. Toutefois, pour éviter l'écran noir, la CNCL invite la Cinq et TV6 à poursuivre leur programmes le temps de réattribuer les 2 réseaux.

### La Cinq de Robert Hersant (1987-1990)
« Côté production, la Cinq " va enfin pouvoir sans délais mettre au travail la SFP et les producteurs indépendants français. C'est ainsi qu'elle portera très haut le fanion de la télévision française." (18 février 1987) »

— Robert Hersant, candidat à la reprise de La Cinq dans l'article du Monde du 24 octobre 1990
Le premier candidat sur les rangs pour répondre à l'appel à candidature de la CNCL est le groupe Socpresse (Le Figaro, France-Soir) de Robert Hersant qui, avec l'appui du gouvernement, cherche à s'implanter dans la télévision. Il s'allie aux anciens propriétaires de la chaîne, Silvio Berlusconi et Jérôme Seydoux, pour constituer dès le 10 février la Société d'exploitation de La Cinq, qui souhaite créer une chaîne pluraliste et informative. De son côté, la Lyonnaise des Eaux via Nicolas de Tavernost, en s'alliant à la chaîne canadienne Télé-Métropole, prépare un projet de chaîne privée française dénommée Métropole Télévision puis confié à l'ancien PDG d'Antenne 2, Jean Drucker, chargé de présenter cette candidature à la CNCL.
Les seuls concurrents sérieux lors de cet appel d'offres sont le groupe  Occidentale media TV mené par Jimmy Goldsmith qui souhaite former une chaîne populaire, généraliste et familiale. Quant à la CLT, elle ignore que ce réseau a déjà été promis à un autre ami du Premier ministre, le magnat de la presse Robert Hersant. Dans l'intervalle, Télé-Métropole quitte le projet de la Lyonnaise des Eaux pour rejoindre La Cinq en achetant 3,42 % du capital de la nouvelle chaîne privée. La CLT renonce finalement à sa candidature sur ce réseau après avoir obtenu l'assurance du gouvernement de récupérer la sixième chaîne. Hachette, qui concourt pour le rachat de TF1 en cours de privatisation, ne présente aucun projet.
Le 23 février 1987, la CNCL attribue pour dix ans la concession de service public sur le cinquième réseau hertzien national à la société d'exploitation de La Cinq. Robert Hersant entre alors au capital de La Cinq en tant qu'opérateur principal de la chaîne et nomme Philippe Ramond directeur général. Les deux hommes misent sur l’information et engagent au printemps 1987 Patrice Duhamel comme directeur de l’information, le chargeant de constituer une rédaction placée sous l'autorité de Jacques Hébert. Cette toute nouvelle rédaction s’installe au 241, boulevard Pereire à Paris, dans un ancien garage Renault devenu le siège de la chaîne. Autour de figures déjà connues des téléspectateurs, comme Jean-Claude Bourret ou Marie-France Cubadda venus de TF1, une équipe de jeunes journalistes va s’efforcer de créer chaque jour, à partir du 14 septembre 1987, cinq éditions du journal télévisé au ton résolument direct et novateur.
- Les programmes jeunesse :

Dès le 7 mars 1987, la grille des programmes s'étoffe, en diffusant tous les jours de nouveaux dessins animés japonais inédits en matinée et fin d’après-midi : Princesse Sarah, King Arthur, Robotech, Cathy la petite fermière.
- Les séries américaines:

En avril 1987, les droits de la série Dallas sont acquis par La Cinq, Silvio Berlusconi proposant de payer 600 000 francs par épisode, au lieu de 280 000 francs pour TF1,.
- Les animateurs :

« TF1 est attribuée à Bouygues et à ce moment-là Silvio Berlusconi nous dit: "Maintenant, il faut aller vite. (...) Il faut acheter les vedettes, avant que le béton, il devienne sec." »

— Philippe Ramond, directeur général de La Cinq (1987-1990) dans Télévision (Histoires secrètes) du 4 mai 1996,
Dans sa volonté de s’affirmer comme une grande chaîne généraliste, la nouvelle Cinq débauche aussi les trois animateurs à succès de TF1 en cours de privatisation (Patrick Sébastien, Patrick Sabatier et Stéphane Collaro), en leur proposant plus de 3 millions de francs par émission. Elle s’assure également les services de Philippe Bouvard (animateur d’une émission très populaire sur RTL, Les Grosses Têtes, collaborateur de longue date du groupe Hersant) et de Michel Robbe (animateur sur TF1 de La Roue de la fortune). Afin de capter un public jeune et urbain,, La Cinq ouvre son antenne à de nouveaux visages : Childéric Muller, venu de TV6 est responsable de divertissements « Pop » et Thierry Ardisson, qui lance ses interviews décalées dans Bain de Minuit.
À la rentrée 1987, la France se couvre d’affiches où les nouveaux animateurs, en photo, invitent le public à venir sur la chaîne, sous le slogan de « Cinq you La Cinq ! » (jeu de mots avec « Thank You La Cinq ! »).
Cependant, en cette période, la chaîne ne peut être reçue que sur une partie restreinte du territoire, surtout dans les villes, alors que les programmes de divertissement proposés correspondent à ce que l'on appelle pudiquement la « France profonde ». Par ailleurs, les nouvelles chaînes diffusent sur une variante plus moderne du SÉCAM compatible avec le télétexte, l'image apparaissant en noir et blanc sur des postes un peu anciens, ce qui nécessite une antenne large bande pour être captées.
Les animateurs-producteurs achetés à prix d'or (un budget de 3 millions de francs par émission, pour Collaro, 4 millions de francs environ pour Sébastien) ne suffiront pas à faire décoller l'audience et attirer les publicitaires. Pire: l'audience baisse. Passant de 8,4 % en septembre 1987 à 6,8 % en novembre 1987. Alors que le coût de grille de programmes est passée de 20 millions de francs par mois à 150 millions de francs.
La chaîne est donc contrainte de revoir sa grille et de baisser ses dépenses (150 millions de francs par mois) d'un tiers.
- L'information :

L'apparition du satellite et la musique du générique des journaux télévisés, Ainsi parlait Zarathoustra, a été choisie par Robert Hersant lui-même,. Quant aux incrustations illustrant les sujets de reportage et le décor sur fond de régie, bleutée ou fond noir, le journal permanent (idée importée du Japon) ils sont dus à Christian Guy, ancien journaliste, rédacteur en chef et producteur du journal de La Cinq.
Chaque journal télévisé fait appel au vote du public via le « télévote ». Jean-Claude Bourret crée la première émission télévisée interactive avec Duel sur la Cinq : les téléspectateurs votent chaque jour (par téléphone et Minitel) et choisissent le débatteur qui les a le plus convaincus. Quant à Guillaume Durand il pose la « question minitel ». Chaque soir, les téléspectateurs sont invités à voter "oui" ou "non" au sujet d'une question d'actualité, une méthode astucieuse pour habituer le téléspectateur à utiliser son Minitel, puis participer à des jeux et faire gagner de l'argent à la chaîne.
En octobre 1987, Marie-France Cubbada impute la faible audience du 20h aux techniciens de TDF qui freineraient l'extension du 5e réseau. D'autres journalistes considérant que Boulevard Bouvard diffusé en access prime-time n'est pas une bonne locomotive pour le JT.
- Les séries françaises produites :

Pour respecter ses obligations en matière de quotas de production française, La Cinq importe du Québec le concept du téléroman. Afin de préparer les téléspectateurs, la chaîne diffuse au préalable tout l'été qui précède, des séries québécoises : L'Or du temps, Marisol, Belle Rive, Le Clan Beaulieu....
Voisin, voisine :
en tournant 18 épisodes de 60 minutes par semaine (plus de 3 épisodes par jour), La Cinq avait pour objectif de remplir, pour le moins cher possible, les quotas de productions francophones diffusées sur son antenne (400 heures/an exigées). Diffusée dès le 19 septembre 1988, la série met en scène la vie des habitants d'un immeuble. Cette série diffusée d'abord le matin dans une relative discrétion, a ensuite été "découverte" par un public d'insomniaque lors de rediffusion nocturne. La pauvreté des dialogues résultant d'improvisations a inspiré à Tonino Benacquista son roman Saga.
Tendresse et Passion :
Une autre série, également créée afin de satisfaire aux exigences légales susdites. Diffusée à partir du 6 mars 1989, cette série placée dans le milieu hospitalier, mettait en vedette Pascale Roberts. Elle sera parodiée par Les Inconnus dans leur sketch Maitresses et patients diffusé le 22 mars 1991 dans La Télé des Inconnus.
Dès 1991, les épisodes des deux séries rempliront ensuite les nuits, après Cas de divorce, le Journal de la Nuit et Le Club du Télé-Achat.
- Le bilan des audiences :

Les émissions d'information de La Cinq rencontrent un certain succès, que ce soient l'édition de Jean-Claude Bourret dès 12 h 30, qui donne la parole aux téléspectateurs via un sondage par Minitel en fin de journal, ou remet le débat à l'honneur dans son Duel sur la Cinq d'avant journal, ou le Journal de 20 heures de Guillaume Durand, couronné par un 7 d'or du « Meilleur présentateur du journal télévisé » en 1989, l'émission de grand reportage de Patrick de Carolis Reporters, ou Childéric, l'émission musicale de Childéric Muller. A contrario, les autres émissions de la chaîne, y compris celles présentées par Patrick Sabatier, Stéphane Collaro ou Patrick Sébastien, ne réalisent pas l'audience escomptée et stagnent autour de 5 %. Les animateurs vedettes finissent par regagner TF1 courant 1988.
À la suite de ses bonnes audiences lors de la couverture de la révolution roumaine de 1989 et de la chute du mur de Berlin, La Cinq lance à partir du 5 février 1990 Le Turbo sur l'info. Le magazine Reporters est diffusé tous les jours à 19 h et le Journal est avancé à 19h45. La Cinq va innover et vivra alors deux années axées sur l'information, le sport (Paris-Dakar) et les films issus du catalogue Berlusconi, dont de nombreuses séries B à petit budget classées comme des téléfilms (« La Cinq, tous les soirs un film ! ») et des séries américaines.

#### Polémiques, amendes et mises en demeure
- Définition d'un film : la CNCL veut traduire en justice La Cinq, après qu'elle a diffusé un samedi soir - le 30 avril 1988 - le long-métrage Commando Léopard. Ce film n'étant jamais sorti sur les écrans français, la chaîne considère qu'il ne peut être assimilé à la définition d'un film. La Cinq attaque la CNCL devant le Conseil d'État[98].

- Nombre de films par semaine : après avoir obligé La Cinq à cesser de diffuser 4 films de cinéma par semaine[99],[100], la CNCL refuse l'un des principaux slogans de la chaîne, La Cinq, tous les soirs un film, car les films diffusés les mercredi, vendredi et samedi sont, en raison de la législation, des téléfilms[101]. Il fut retoqué et devint « Cinéma ou télévision, La Cinq, tous les soirs, un film ». Le 10 février 1989, le Conseil d'État inflige à la chaîne une amende de 12,17 millions de francs pour non-respect des quotas de diffusion d’œuvres audiovisuelles françaises et d'origine communautaire en 1988[102].

- Dépassement de la durée de la publicité : la CNCL saisit le Conseil d'État car La Cinq a dépassé la limite maximum d'interruption dans un film et la durée autorisée des spots publicitaires[103]. En conséquence, tout nouveau dépassement sera soumis à une astreinte financière de 6 000 francs par seconde[101].

- Films érotiques : le 21 juillet 1988, le Conseil d'État ordonne à La Cinq de déprogrammer le film érotique Joy et Joan[104], initialement prévu à 20h30, pour le diffuser à 22h30[105],[106] à la suite des protestations de Catherine Tasca et Jack Lang, ce qui n'empêchera par la chaîne de diffuser L'amant de Lady Chatterley, un autre film érotique, à 20h30 le 6 octobre 1988[107], ce qui permettra à la chaîne de faire 13 % d'audience, le meilleur score de toute son histoire[108].

- Film colorisé : Historiquement, la première fois qu'un tribunal français confirme le Droit moral d'un cinéaste américain remonte à 1959, lorsque Charlie Chaplin s'oppose à une bande sonore et des cartons ajoutés sans son autorisation à son film muet Le Kid[109],[110]. En 1986, Turner Entertainment acquiert les droits de Quand la ville dort, à la suite du rachat du studio Metro-Goldwyn-Mayer et de son catalogue. Turner Entertainment décide de coloriser le film et conclut un accord avec La Cinq afin de diffuser cette version colorisée, une première en France[111]. La chaîne prévoit de programmer la soirée Double vision, avec la diffusion de la version colorisée ainsi qu'un débat sur la colorisation des films[112],[113],[114] suivi de l'originelle en noir et blanc sous-titrée. Les héritiers de John Huston s'y opposent, intentant un procès contre l'exploitation de cette version, mais sont déboutés aux États-Unis. Le 12 juin 1988, la Société des réalisateurs français proteste contre la diffusion du film, prévue le 26 juin 1988[115]. Le 23 novembre 1988, Quand la ville dort est interdit de diffusion en France[116]. Mais, le 6 juillet 1989, La Cinq gagne en appel et diffuse la version colorisée, avec pour slogan « Quand la ville dort... et rêve en couleurs » le 6 août 1989[117],[118] (le lendemain de l'anniversaire de la mort de Marilyn Monroe). Finalement, le 28 mai 1991, la cour de cassation casse et annule l'arrêt rendu le 6 juillet 1989 et donne raison aux héritiers du cinéaste[119] qui obtiennent 600 000 francs de dommages-intérêts pour atteinte à l'intégrité du film[120], arguant que cette transformation de l'œuvre ne peut se faire, au nom du droit moral, sans l'accord de l'artiste ou de ses ayants droit[121],[122],[123]. Anjelica Huston, la fille du cinéaste, a utilisé avec succès la loi française sur le droit d'auteur pour établir une jurisprudence en 1991 qui empêche la distribution ou la diffusion en France de toute version colorisée d'un film contre la volonté du créateur original ou de ses héritiers[124].

- Le 4 octobre 1989, le Conseil supérieur de l'audiovisuel déplore la diffusion d'un reportage sur le « Prince noir du périphérique » dans l'émission Reporters les 29 et 30 septembre 1989[125].

- Dépassement de diffusion de films : le 24 novembre 1989, la chaîne est mise en demeure par le CSA, La Cinq ayant dépassé le plafond de 104 diffusions d'œuvres cinématographiques entre 20h30 et 22h30 pour l'année 1989[126]. Ne pouvant plus diffuser de films jusqu'au 31 décembre 1989, elle rediffuse les mini-séries V et V, la Bataille finale à partir du 25 novembre 1989 en prime time.

- Horaire des programmes violents : le 21 décembre 1989, le CSA condamne La Cinq a une amende de 5 millions de francs pour avoir diffusé un épisode du Voyageur le 27 juin 1989 à 16 h 30 et le téléfilm Les Voix de la nuit, le 10 juillet 1989 à 20 h 30, les deux programmes étant trop violents pour être diffusés avant 22h30[127],[128]. Le Conseil d’État annule la condamnation pour l'épisode Vidéomania, mais la confirme pour Les Voix de la nuit, en réduisant l'amende à 3 millions de francs[129]. Le groupe Hersant met "« au placard » son stock de programmes américains acquis par les Italiens[130], jugés « trop hard » (basés sur le sexe et la violence) et se charge d'acheter directement des téléfilms plus politiquement corrects. Conséquence : le public est moins présent[131].

- Ouverture de deux informations judiciaires après deux enquêtes de la Cinq : Le Canard enchaîné met en cause des journalistes du magazine Reporters, ayant filmé des scènes de tabassage réalisées par le groupe extrémiste Tagar diffusées le 18 mai 1990[132], ainsi que l'agression de Karim Diallo à Paris[133],[134] par les Jeunesses nationalistes révolutionnaires le 22 avril 1990[135],[136], sans avoir porté secours aux victimes[137],[138].

#### Du Consortium européen à Tricom (1986-1989)
Créé en mars 1986 et né de la volonté de diverses productions européennes de travailler ensemble, le Consortium européen pour la télévision commerciale réunit la Fininvest, Robert Maxwell, Beta Taurus et la SEPC (holding des participations françaises au capital de la Cinq). Au départ, il doit gérer la diffusion satellitaire de La Cinq et de La Sept, la future chaîne culturelle via TDF1,,. Mais le gouvernement Chirac met fin à ce projet. Le Consortium se tourne alors vers la coproduction de fictions de prestige, jusqu'à sa dissolution début 1989 après le retrait du groupe Chargeurs. La confiscation de la régie publicitaire de la chaîne par Robert Hersant et ses initiatives pour acquérir des programmes hors du catalogue de la Fininvest vont encourager l'italien à s'allier au groupe rival. Le 27 avril 1989, Berlusconi entre au capital de TF1 à hauteur de 3,9 %. C'est ainsi que naît Tricom, société de production possédée par Silvio Berlusconi, Leo Kirch et TF1,.

### La Cinq version Hachette (1990-1992)
En septembre 1989, Télé-Métropole demande à Robert Hersant de modifier sa stratégie de gestion pour protéger son investissement alors que la chaîne a perdu près de 400 millions de dollars depuis son lancement. Finalement Télé-Métropole revend ses parts à profit en mai 1990 après avoir injecté 6,5 millions de dollars,.
Sous le poids des dettes accumulées depuis 1987 causées par l'échec d'une grande partie des programmes créés, Robert Hersant reproche à Berlusconi de vendre ses fictions américaines trop cher. Ce dernier désapprouve la trop grande place qu'Hersant accorde à l'information, la jugeant coûteuse et non rentable. Hersant, après une bataille judiciaire, se rend compte que le poids des dettes de la Cinq menace d’écraser son groupe de presse ; il cède alors sa part dans La Cinq au groupe Hachette dirigé par Jean-Luc Lagardère, candidat malheureux au rachat de TF1 en 1987 et qui rêve d'acquérir une chaîne de télévision nationale. À la faveur d'une augmentation de capital, Hachette augmente sa participation dans la Cinq de 22 à 25 % tandis qu'Hersant la réduit de 25 à 10 %. Le 23 octobre 1990, le Conseil supérieur de l'audiovisuel accorde la chaîne à Hachette, qui promet de « sauver La Cinq ».
L'année 1991 commence avec la guerre du Golfe, permettant aux journaux télévisés d'atteindre plus de 9 % de parts de marché.

« La chaine généraliste que nous voulons faire, est une chaine que toute la famille peut regarder ensemble, sans que personne s'en trouve gêné. Ce qui signifie en clair pour La Cinq: la renonciation à la violence et au sexe, ainsi qu'à un certain nombre d'émissions qui peuvent paraitre humiliante pour le public. C'est ainsi que j'ai pu obtenir des producteurs, que  l'émission Je compte sur toi soit arrêtée depuis vendredi dernier(...) »

— Yves Sabouret futur président directeur général de La Cinq dans le Audition publique des actionnaires de La Cinq devant le CSA  du 22 octobre 1990.
Hachette va tout changer en commençant par l'identité de la chaîne. Jean-Luc Lagardère donne carte blanche à son directeur des programmes, Pascal Josèphe, qu'il vient de débaucher d'Antenne 2, pour lancer de nouvelles émissions concoctées par Hachette et qui doivent faire de La Cinq une grande chaîne familiale généraliste capable de concurrencer TF1. En fait, la chaîne est aussi dans l'obligation de produire des émissions nouvelles parce que le stock de séries américaines se raréfie. À partir d'avril 1991, Pascal Josèphe met à l'antenne la grille d'access prime time qu'il destinait à Antenne 2 et qu'il a remaniée.

## Échec commercial et faillite
Au lieu d'essayer de réduire les frais et de combler le déficit existant, Hachette multiplie les dépenses (nouvel habillage, réfection de tous les locaux, création de trop nombreux nouveaux programmes). La Cinq s'est complètement transformée. Pascal Josèphe souhaite miser sur le public féminin et sur la famille. Guillaume Durand est remplacé au 20h afin de débloquer l'audience. La place consacrée à l'information est amoindrie. Patrice Duhamel donne consignes aux journalistes de réduire les sujets et reportages consacrés à l'international au profit des sujets nationaux,. Après des réserves émises par le CSA quant à la représentativité d'un vote téléphonique, le nouvel actionnaire Hachette supprime le "Télévote", "La question minitel" et "Duel sur La Cinq". À cette occasion Bourret demande aux téléspectateurs le 7 décembre 1990 si "« Duel sur la 5 », c'était bien ou nul ?".
22 nouveaux programmes sont donc mis à l'antenne dès avril 1991, mais ils s'arrêtent tous au bout de quelques semaines ou quelques mois, sans parvenir à augmenter significativement les parts de marché. À l'exception des sports mécaniques, avec 40 % de parts de marché, pour la Formule 1 arrachée à TF1, le Paris-Dakar, le Grand Prix de Pau, les Soirées Walt Disney cinéma du mardi soir, la série Mystères à Twin Peaks et l'information, qui ont du succès. La Cinq ne progresse qu'en milieu urbain.
Non seulement ces nouveaux programmes n'attirent pas de nouveaux téléspectateurs, mais ces bouleversements déboussolent quelque peu certains fidèles, à tel point que la chaîne reprogramme la série Kojak pour sauver l'acces prime time,. Le jeu La Ligne de chance et la série comique Léon Duras, chroniqueur mondain n'ayant pas trouvé leur public.
L'audience reste stable et la chaîne reste la troisième chaîne nationale quant à l'audience ; cependant, si l'on considère que de nouveaux émetteurs diffusent alors le programme de La Cinq, on peut considérer que l'audience s'est tassée à cette époque. Elle se situe en l'occurrence aux alentours de 11 à 14 %. De plus, Lagardère ne réussit pas à assouplir les contraintes que le gouvernement impose par voie réglementaire, si bien qu'il reste soumis au bon vouloir du pouvoir politique.

## Dépôt de bilan sur décision de la direction
Un an après sa reprise par Hachette, le déficit annuel de la chaîne s'élève à 1,1 milliard de francs, les pertes cumulées depuis la création de la chaîne s'élevant à 3,5 milliards de francs. Le 17 décembre 1991, son PDG, Yves Sabouret, doit alors se contraindre à licencier 576 salariés, soit les trois quarts du personnel de la chaîne. Le soir de l'annonce, Béatrice Schönberg et Gilles Schneider annoncent le triste événement dans leur Journal de 20 heures, dont l'ancien générique historique (la Terre, le satellite, la musique de Ainsi parlait Zarathoustra et l'ancien logo) fut diffusé à la fin. Quelques jours plus tard, interviewé par Jean-Claude Bourret lors du Journal de 20 heures, le PDG s'entendra répondre par le présentateur que l'action entreprise « ressemble à une écurie de course de Formule 1 qui vendrait les pneus pour acheter l'essence ». À l'écran, le logo « 5 » est affiché en noir pendant 24 heures tandis qu'une banderole indiquant que « la 5 ne sera pas le Matra-Racing » est brandie dans les locaux de la rédaction. Les drapeaux de la chaîne, qui arboraient le nouveau logo sur l'immeuble du boulevard Pereire, sont arrachés par le personnel. Le 31 décembre 1991, La Cinq dépose le bilan. Elle est déclarée en cessation de paiement le 2 janvier 1992 et placée en redressement judiciaire le 3 janvier.

### Le catalogue du groupe AB (1990-1992)
- Mangas et séries allemandes :

AB Distribution apparaît afin de fournir des dessins animés pour ses émissions jeunesses de TF1 et gérer les droits de toutes les productions maisons. Elle achète alors les droits de distribution de productions japonaises. Dans son catalogue d'origine se trouvent ainsi de nombreux animés. On leur doit l'introduction des Chevaliers du Zodiaque, de Dragon Ball et Dragon Ball Z, puis de Dr Slump, Nicky Larson, Ken le Survivant et bien d'autres.
Après avoir pris connaissance du décret no 90-66 du 17 janvier 1990 expliquant que chaque chaîne doit diffuser 60 % de programmes européens par an, Claude Berda décide d'acquérir toutes les séries et téléfilms européens diffusables, dont les séries allemandes : Derrick, Le Renard… AB devient ainsi un des premiers fournisseurs de La Cinq.
- Les dessins animés du Club Dorothée :

Au cours de la guerre que se livreront TF1 et La Cinq, début 1991 Berlusconi, qui sent le navire couler, vend les droits des dessins animés historiques de La Cinq à son grand rival AB Productions. En fait, AB joue sur les deux tableaux : afin de neutraliser la cinquième chaîne, TF1 diffuse, via AB programme, Salut les filles, série inédite destinée à La Cinq. Mais, AB la diffuse sous le titre Tommy et Magalie en enlevant la plupart du temps le générique interprété par Claude Lombard. Dans la foulée, le Club Dorothée programme aussi Robotech, Princesse Sarah, Olive et Tom, Le Petit Lord, Max et Compagnie ou Embrasse-moi Lucile, rebaptisé Lucile, amour et Rock'n Roll, etc. Du coup, la chaîne se fournira chez Saban, avec Samouraï Pizza Cats et Pinocchio.
Ironie du sort, La Cinq, ainsi vidée de ses dessins animés historiques ayant fait le succès de Youpi ! L'école est finie, devra aussi se fournir chez AB Productions, qui lui cède ses fonds de stocks. C'est ainsi qu'arriveront à l'antenne début 1991 : Goldorak, Candy Candy, Paul le pêcheur, Nadia, le secret de l'eau bleue, etc.
AB, via sa filiale Animage, ayant racheté le catalogue de Berlusconi, en revend une partie à La Cinq.
Seules deux séries inédites seront sauvées : La Reine du fond des temps et Théo ou la Batte de la victoire.

### Stars et politiques au chevet de la chaîne (1992)
Durant ses derniers mois d'antenne, plusieurs personnalités se sont succédé sur le plateau du journal pour soutenir la chaîne ou l'enterrer.
Jacques-Yves Cousteau exprime son attachement à l'idée de la reprise La Cinq par les téléspectateurs :

« Je pense que la disparition de La Cinq (...) pourrait être remplacée par quelque chose de sérieux (...) Or, j'ai eu l'occasion, par quelques contacts gouvernementaux, de connaître la majorité des projets qui sont (...) en train de s'échafauder. Ils sont tous à mon avis d'une médiocrité lamentable (...) Je rêve d'une chaîne de téléspectateurs interactive. »

— Commandant Cousteau dans Le journal 20h du 26 mars 1992,

« Foutu pour foutu, La Cinq, allez-y. Faites des choses gonflées. Faites des choses artistiques. Ne vous occupez plus de cette merde d'audimat. L'audimat, c'est pas la pensée des gens. »

— Jean-Michel Ribes dans Le journal 12h45 du 25 mars 1992,
Jacques Séguéla réagit au projet de chaîne d'information sur le réseau de La Cinq :

« J'ai l'impression de revivre "Danse avec les loups". La Cinq est là, blessée. Et au lieu de lui porter secours, on voit tous les rapaces qui se demandent comment se répartir les dépouilles (...) Il ne s'agit pas du tout de faire CNN, mais d'envoyer sur La Cinq, un peu l'info poubelle, celle qui n'est pas passée sur les autres chaînes. »

— Jacques Séguéla dans Le journal 20h du 20 janvier 1992,

« Les difficultés de l'audiovisuel, devenues depuis longtemps "spectacle" me navrent (...) Cette intrusion de ce qu'on appelle les opérateurs. Des gens qui ont eu la folie des grandeurs ou pas. Dont certains sont mes amis, d'ailleurs. Tout ça a créé beaucoup de difficultés. »

— Bernard Kouchner dans Le journal 20h du 10 janvier 1992,

« Au départ La Cinq est tellement mal née (...) Elle a été conçue dans des conditions imbéciles et vous payez les conditions de sa naissance (...) J'ai été interdit sur La Cinq. J'ai eu aucun de mes films produits, parce que je m'étais battu contre les coupes publicitaires (...) Donc je m'en fous de la chaîne. Puisque les gens m'ont carrément dit, comme sur la une et sur la cinq, étant donné que vous vous êtes battus contre la coupure publicitaire (...) Y'a même pas à envoyer les scénarios. »

— Bertrand Tavernier dans Les coulisses de La Cinq  le 13 janvier 1992,

### Disparition de la chaîne (1992)
Le 3 janvier 1992, l'association de défense de La Cinq est créée par Jean-Claude Bourret.
Le 7 janvier 1992, Régie 5, la régie publicitaire de la chaîne réintroduit des coupures publicitaires dans les journaux télévisés.
Le 15 janvier 1992, Silvio Berlusconi propose un plan de sauvetage de La Cinq,.
Le 25 janvier, Charles Pasqua souhaite créer une société d'économie mixte, en s'associant à Silvio Berlusconi pour reprendre la chaîne,.
Le 24 mars, Berlusconi jette l'éponge, à cause des pressions du gouvernement, de l'influence de certains hommes politiques et de l'hostilité des autres chaînes privées (TF1, Canal+ et M6) montées en coalition, qui proposent de créer ensemble une chaîne d'information qui prendrait la place de La Cinq. L'objectif est double : chasser Silvio Berlusconi de France et faire en sorte qu'aucune chaîne commerciale ne renaisse sur le cinquième réseau. Ce projet n'est pas accepté, mais la coalition l'emporte tout de même.
Le tribunal de commerce de Paris prononce la liquidation judiciaire le 3 avril 1992 et La Cinq cesse d'émettre le dimanche 12 avril 1992 à minuit. Le 23 avril, l'État préempte le cinquième réseau hertzien pour y installer Arte, qui y est diffusé en soirée dès le 28 septembre 1992, rejoint en journée par La Cinquième (devenue France 5 le 7 janvier 2002) à partir du 13 décembre 1994, rendant un retour de La Cinq impossible sous son ancienne forme.
Le groupe Hachette indemnise AB productions (Animage) à hauteur de 41 millions de francs.

### Arte sur le cinquième réseau
Le 16 avril 1992, Hervé Bourges, alors président d’Antenne 2 et FR3 fait part de son hostilité à l’arrivée d’Arte sur le cinquième réseau, jusqu’alors attribué à La Cinq qui vient de faire faillite.
Le 23 avril 1992, le secrétaire d’État Jean-Noël Jeanneney annonce que le gouvernement use de son droit de préemption sur le cinquième réseau pour le réserver à Arte à partir de 19 heures pour septembre 1992, précisant que :

« Pas un sou de l’argent qui sera consacré à Arte ne sera pris sur les dotations d’Antenne 2 et de FR3. (...) »

— Jean-Noël Jeanneney (secrétaire d'État) dans Le Monde du 25 avril 1992.
Divers députés de Droite et du Centre manifestent leur opposition :

« Nos partenaires allemands eux-mêmes n’étaient d’ailleurs pas du tout partisans de faire venir Arte sur le réseau hertzien. (...) un bien mauvais service à lui rendre que de jeter ainsi dans le "grand bain" un programme conçu à l’origine pour le câble. (...) »

— François d’Aubert (UDF, Mayenne) dans le Monde du 26 avril 1992.

« Risque de déception des téléspectateurs face à des programmes peu faits pour être diffusés par voie hertzienne à l’attention d’un vaste public. (...) »

— Jacques Barrot (UDC, Haute-Loire) dans le Monde du 26 avril 1992.
Bernard Pivot exprime son opposition à l’arrivée d’Arte à la place de La Cinq :

« Une nouvelle ânerie des politiques (...) ARTE, sur le réseau de La Cinq, va surtout bénéficier à TF1 (...). Cela va surtout faire du tort à FR3, car ARTE est une machine de guerre contre les télévisions publiques. Cela va de plus les encourager à faire moins de culturel (...) »

— Bernard Pivot dans le Monde du 26 avril 1992.
La Fédération de l’audiovisuel du Syndicat national des journalistes dénonce un :

« coup de poignard dans le dos pour FR3 et l’ensemble du secteur public de la télévision (...) »

— La Fédération de l’audiovisuel du Syndicat National des Journalistes dans les Echos du 27 avril 1992.
Le 14 mai 1992, Jean-Noël Jeanneney annonce que 160 millions de francs supplémentaires sont octroyés à Arte en 1992, (en plus du coût initial d’1,2 milliard partagé à égalité entre la France et l’Allemagne). Le surcoût de la diffusion hertzienne ne devant pas excéder 400 millions de francs en 1993, ajoutant que la chaîne ne serait :

« ni austère, ni ennuyeuse, ni guindée, mais frivole, cocasse, drôle et même farfelue. (...) Elle élèvera l’âme et enrichira l'esprit. (...) »

— Jean-Noël Jeanneney (Secrétaire d’État) dans le Monde du 14 mai 1992.
Les demandes d’annulation de l’attribution du cinquième réseau à Arte pour excès de pouvoir, formulées par l’Association de défense de la Cinq, AB Productions et Hamster Productions déposées les 29 juillet, 18 septembre, 24 août et 23 décembre 1992sont rejetées par le Conseil d’État.

### Le retour de la chaîne: Télé 55
Jusqu'en 1997, l'association de défense de La Cinq laissait un petit espoir de revoir renaître la chaîne soit sur le câble, soit à partir d'une diffusion depuis la principauté d'Andorre, mais ce ne fut pas le cas. Ensuite, le président Jean-Claude Bourret a semblé abandonner en attendant de prendre la décision finale, mais l'association existe encore,.

### Habillages et logos

#### 1986-1987: Le logo adapté de Canale 5

Logo de TeleMilano58 du 7 septembre 1978 au 10 novembre 1980
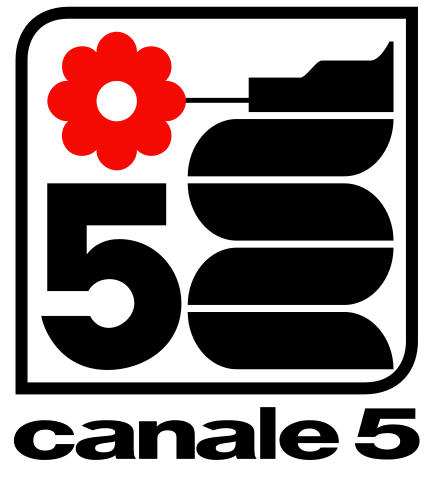
Logo de Canale 5 du 11 novembre 1980 au 12 janvier 1982

Le logo initial de La Cinq est directement dérivé de celui de Canale 5 (anciennement Tele Milano 58) créé en 1980, mais qui a été stylisé depuis.
Disparition du corps de vouivre, la tête de Biscione et la fleur, emblèmes du groupe Fininvest, sont remplacés en France par une étoile et le nom de la chaîne en toutes lettres. L'étoile (symbole de l'Europe) étant choisie pour appuyer le développement européen du groupe Berlusconi.

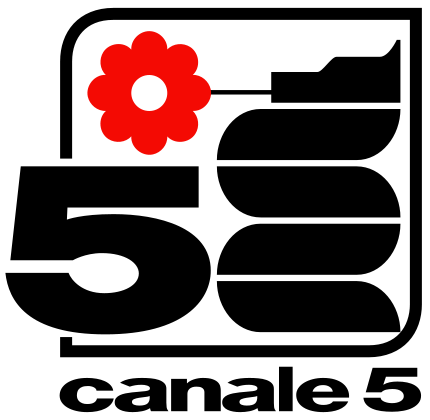
Logo de Canale 5 du 13 janvier 1982 au 20 septembre 1985
Logo de Canale 5 du 21 septembre 1985 au 20 septembre 1987

Quelques mois plus tard, le logo de Canale 5, s'inspirera du logo français et sera stylisé à son tour.

Logo de La Cinq du 20 février 1986 au 13 septembre 1987

#### 1987–1991: Le logo de cristal bleu en 3D

Logo de La Cinq du 14 septembre 1987 au 2 avril 1991

Les termes « LA CINQ » ont été enlevés, permettant au nouvel actionnaire Hersant de se différencier de la période Berlusconi/Seydoux. Ce logo relooké et en 3D sera utilisé dans différentes variantes dans les habillages et génériques de la chaîne, bien qu'inchangé dans les magazines de presse et sur les micros, caméras et voitures de la chaîne.
Après le rachat de la chaîne par Hachette fin 1990, l'habillage reste le même. Seul le logo au bas de l'écran change. Le contour du "5" est conservé sans étoile pour identifier à l'écran la nouvelle Cinq jusqu'à la mise en place d'une nouvelle identité visuelle.

#### 1991–1992: Le logo signé Jean-Paul Goude

Logo de La Cinq[203] du 2 avril 1991 au 12 avril 1992
Logo alternatif[note 1] de La Cinq  du 2 avril 1991 au 12 avril 1992

Jean-Paul Goude crée le nouveau logo de La Cinq en 1991. Initialement, il imagine un « 5 » se tricotant et se détricotant ou encore un générique de fermeture d'antenne mettant en scène un souffle éteignant une bougie. S'inspirant du travail de Jasper Johns (père fondateur du pop art), qui a réalisé dans les années 1960 des toiles mettant en scène des chiffres, Jean-Paul Goude, avec la collaboration de Fabien Baron, crée un habillage composé de chiffres se superposant.

### Slogans
- 20 février 1986–30 août 1987 : « La Cinq, votre nouvelle amie »
- 31 août 1987–24 juin 1988 : « Cinq you La Cinq ! »
- 29 août 1988–1er avril 1991 : « Cinéma ou télévision, La Cinq, tous les soirs un film »
- 4 septembre 1989–2 février 1990 : « La Cinq, la télé qui ne s'éteint jamais »[205]
- 14 septembre 1990–1er avril 1991 : « L'information sans concession, c'est La Cinq ! »
- 2 avril 1991–15 février 1992 : « La 5, c'est 5 sur 5 »
- 20 février–12 avril 1992 : « Faites la chaîne pour votre chaîne »

## Organisation

### Rédaction
Constituée d'environ 120 journalistes, la rédaction de la Cinq est jeune et polyvalente, avec notamment :
- Jean-Claude Bourret, journaliste et présentateur du JT de 12 h 30 puis de 20 h de 1987 à 1992, transfuge de TF1. C'est lui qui a mis en place les journaux d'information sur la Cinq et qui a présenté notamment les premier et dernier JT, ainsi que celui du 3 avril 1992 annonçant la mort de la chaîne.
- Guillaume Durand, journaliste et présentateur du JT de 20 h de 1987 à 1991, transfuge d'Europe 1.
- Marie-France Cubadda, journaliste et présentatrice du JT de 20 h de 1987 à 1990, transfuge de TF1.
- Gilles Schneider, journaliste et présentateur du JT de 20 h de 1990 à 1992, transfuge d'Europe 1.
- Béatrice Schönberg, journaliste et coprésentatrice du JT de 20 h de 1991 à 1992.
- Francoise Gaujour, journaliste présentatrice de Public, émission talk-show quitodienne, de 1989 à 1991.
- Marie-Laure Augry, journaliste et présentatrice du JT de 12 h 45 de 1991 à 1992.
- Pierre-Luc Séguillon, chroniqueur politique, transfuge de TF1.
- Paul Lefèvre, chroniqueur judiciaire, transfuge d'Antenne 2.
- Christian Malard, chroniqueur politique étrangère, transfuge de RTL.
- Jean-Marie Lefebvre, chroniqueur politique française et société, transfuge d'Europe 1.
- Jean-Marc Sylvestre, chroniqueur économie, transfuge du Quotidien de Paris.
- Gérard Saint-Paul, correspondant permanent à Berlin, transfuge de FR3.
- Étienne Duval, correspondant permanent à Londres.
- Anita Hausser, journaliste politique.
- Nathalie Saint-Cricq, journaliste politique.
- Muriel Hees, journaliste et présentatrice, transfuge de TF1.
- Étienne Leenhardt, journaliste et présentateur.
- Thierry Guerrier, journaliste et présentateur.
- Jean-Pierre Chapel, journaliste et envoyé spécial.
- Jean-Marc Morandini, journaliste et envoyé spécial.
- Jean-Louis Calderon, journaliste et envoyé spécial, mort à 31 ans à Bucarest lors de la révolution de 1989 en Roumanie.
- Denis Vincenti, présentateur météo, transfuge de TF1.
- Nathalie Rihouet, présentatrice météo.
- Véronique Touyé, présentatrice météo.
- Virginie Ramirez, présentatrice météo.
- Chantal Bultez, présentatrice météo.
- Jean-Claude Elfassi, journaliste reporter d'images

### Capital
La Cinq fut éditée par la société France 5 du 20 novembre 1985 au 2 février 1987, dont le capital d'environ 15 000 000 FRF est détenu à 40 % par Chargeurs réunis, à 40 % par le groupe italien Fininvest de Silvio Berlusconi et à 20 % par Christophe Riboud.
À partir du 2 février 1987, La Cinq est éditée par la Société d'exploitation de La Cinq, détenue à 25 % par le groupe Socpresse de Robert Hersant qui entre au capital en tant qu'opérateur principal de la chaîne, à 25 % par le groupe Fininvest, le reste étant partagé entre Chargeurs réunis et des actionnaires minoritaires (Jean-Marc Vernes, Les Échos, Télémétropole, Groupama).
Sous le poids des dettes, Robert Hersant cède sa part dans la Société d'exploitation de La Cinq au groupe Hachette de Jean-Luc Lagardère, qui récupère ses 25 % le 23 octobre 1990 et devient opérateur principal de la chaîne.
Le 3 avril 1992 survient la liquidation judiciaire de Cinq SA.

### Sièges
Le siège de la société France 5 et premier siège de La Cinq de 1986 à 1987 est situé au 21, rue Jean-Goujon dans le 8e arrondissement de Paris.
La Société d'exploitation de La Cinq installe son siège au printemps 1987 au 241, boulevard Pereire dans le 17e arrondissement de Paris, dans un ancien garage Renault de 4 220 m2 repéré par Philippe Ramond et entièrement réaménagé deux ans auparavant pour y créer les studios de la société de production télévisée de Robert Hersant, TVES (pour TV Européenne par satellite), dotés de la régie de production la plus moderne d'Europe. La Cinq intègre les locaux durant l'été 1987, ce qui permet à sa toute nouvelle rédaction de bénéficier dès ses débuts des meilleurs outils de production pour ses émissions d'information. Cette adresse reste le siège de la chaîne jusqu'à sa disparition en 1992.

## Programmes

### Émissions
1986-1987
- Voilà la Cinq : Soirée d'inauguration de la chaîne, diffusée à 20 h 30 le 20 février 1986.
- C'est beau la vie : jeu de 25 minutes diffusé tous les jours à 19 h 30 du 21 février au 27 juin 1986 et présenté par Alain Gillot-Pétré. Il s'agit d'une adaptation du jeu italien C'est la vie (it) (en français dans le texte) diffusé sur Canale 5, lui-même adapté d'Une famille en or.
- Pentathlon : jeu-spectacle sur l'actualité présenté chaque jeudi soir à 20 h 30 par Roger Zabel et Élisabeth Tordjman. Il s'agit d'une adaptation de l'émission italienne Pentatlon (it) diffusée sur Canale 5 du 21 février au 18 juin 1986.
- Cherchez la femme : jeu et divertissement animé par Amanda Lear et Christian Morin diffusé le samedi soir à 20 h 30 du 22 février au 20 juin 1986.
- Jonathan : magazine d'aventure et de découverte présenté par Olivier de Kersauson et diffusé le mardi soir en seconde partie de soirée.
- Mode etc. : magazine de la mode diffusé le jeudi soir en seconde partie de soirée.
- Grand Prix : magazine des sports mécaniques diffusé le samedi soir en seconde partie de soirée.
- 5 sur 5 : émission musicale animée par Antoine Verglas.
- Le Grand Show du sport : magazine sportif.
- Big Bang : magazine scientifique présenté par Alexandre Baloud.
- Les Dimanches du cinéma : Soirée cinéma.
- Lundi superstar : Soirée cinéma.
- Fantastique Mardi : Dès son lancement, La Cinq propose des films fantastiques et d'épouvante chaque mardi[218].
- Youpi ! L'école est finie : émission pour la jeunesse proposée chaque jour de 7 h 00 à 9 h 00 et de 17 h 00 à 18 h 00 du 2 mars 1987 au 12 avril 1992 avec de nombreux dessins animés (Les Schtroumpfs, Princesse Sarah, Denis la Malice, Olive et Tom, But pour Rudy, Jeanne et Serge, Embrasse-moi Lucile, Emi Magique, Max et Compagnie, Goldorak, Cathy la petite fermière…). À partir de 1989, elle est animée depuis un vaisseau spatial par un lapin en animation.

1987-1988
- Vive la télé : émission de Gérard Jourd'hui diffusée chaque jour de 13 h 30 à 17 h du 7 septembre 1987 au 16 décembre 1988 et proposant de revoir d'anciennes grandes séries de l’ORTF (Les Saintes chéries, Arsène Lupin, Les Nouvelles Aventures de Vidocq, Chéri-Bibi) et quelques séries américaines des années 1960 (Max la menace). Cette émission qui puisait dans les archives de l'INA permettait à la Cinq de respecter son quota de diffusion d'œuvres françaises tout en servant de « mémoire de la télévision ». Elle permit de rediffuser Les Shadoks qui avaient disparu des écrans depuis de nombreuses années. À noter que cette émission existait déjà à un rythme hebdomadaire sur TV6 sous le titre Sixties jusqu'au 4 mars 1987.
- Farandole : émission de divertissement animée chaque samedi soir du 12 septembre 1987 au 2 janvier 1988[219] par Patrick Sébastien, reprenant le même concept que Carnaval, sa précédente émission sur TF1.
- Collaricocoshow : émission animée chaque mercredi soir du 16 septembre 1987 au 26 janvier 1988[220] par Stéphane Collaro et reprenant le même concept que Cocoricocoboy, sa précédente émission sur TF1. N'ayant pu emmener sur la Cinq les marionnettes du Bêbete show, propriété de TF1, il avait dû toutes les recréer en leur donnant forme humaine, sans toutefois connaître le même succès.
- Mondo Dingo : émission de Stéphane Collaro présentée depuis un vaisseau spatial en compagnie des Cocogirls et deux extra-terrestres ressemblant à la publicité pour les pâtes Lustucru de l'époque. L'émission propose des séquences humoristiques étrangères, les jingles sont empruntés à l'émission italienne Drive in (émission de télévision) (en), le Collaroshow italien. D'abord diffusée le dimanche à partir du 20 septembre 1987 dans le cadre de Dimanche 5, elle sera reprise en janvier 1988 sur TF1.
- Bon Anniversaire, Dix sur dix, Il était une fois : émissions qui occupent la case du vendredi soir à partir du 18 septembre 1987, animées par Patrick Sabatier et reprenant les mêmes concepts que Avis de recherche, sa précédente émission sur TF1.
- Bains de minuit : talk-show créé et présenté par Thierry Ardisson depuis Les Bains Douches à Paris, le vendredi en seconde partie de soirée à partir du 18 septembre 1987.
- La Porte magique : jeu d'argent animé chaque soir à 19 h du 14 septembre 1987 au 12 novembre 1988 par Michel Robbe, transfuge de TF1 où il animait La Roue de la fortune. Ce jeu adapté du format Break the Bank par Nicole Covillers (Motus), fut ensuite un peu modifié pour devenir Ali Baba (voir lien détaillé)
- 5 rue du Théâtre (1987), puis Boulevard Bouvard (1988) : émission de sketchs animée chaque soir à 19 h 30 du 14 septembre 1987 au 31 décembre 1988 par Philippe Bouvard.
- Childéric : émission musicale diffusée à partir du 15 septembre 1987 dans un premier temps le mercredi, rediffusée le dimanche, puis le samedi après-midi. Lancée par Marie-France Brière et animée par Childéric Muller (transfuge de la défunte TV6), la programmation est assurée par Nathalie André. Les chansons interprétées dans l'émission seront rediffusées en interlude sous le titre La Cinq, musique ou en cas de panne technique jusqu'en 1990. La rubrique Multitop Nuggets-RMC-La Cinq puis M6 le Multitop à la télévision qui diffuse à partir de 1989 à 1994 juste avant le Hit Machine sur M6 : Ce classement des meilleures ventes de disques dans les magasins Nuggets est présenté dans l'émission Childéric et simultanément sur RMC.
- Face à France : émission de Thierry Ardisson et Catherine Barma, animée par Guillaume Durand du 20 septembre 1987 à juin 1988, qui confrontait une personnalité à un panel de spectateurs représentatifs sélectionnés par IPSOS et permettait ainsi, au fil des questions, de faire plus ample connaissance avec l'invité. Cette émission est diffusée à 13 h 30 dans le cadre des émissions dominicales Dimanche 5.
- Travelling : magazine sur le cinéma animée par Patrick Sabatier et diffusée le dimanche à partir du 20 septembre 1987 dans le cadre de Dimanche 5.
- Les Accords du Diable[221] : magazine diffusé le lundi soir à partir du 15 février 1988 et présenté par Sangria (Catherine Falgayrac). Après la diffusion d'un film d'horreur, l'émission présentait des sorties vidéo réunies autour d'un thème. Programmée en première, puis en deuxième partie de soirée, l'émission sera rebaptisée Sangria en 1989.
- Télé Chouchou : émission de télé-achat diffusée chaque jour à 9 h 00 à partir du 11 avril 1988, présentée par Virginie Ledieu et Jean-Claude Laval, produite par Patrick de Carolis en collaboration avec le catalogue 3 Suisses-le Chouchou. Dès juin 1988, exit les 3 Suisses, l'émission devient Le Club du télé-achat.
- Le Club du télé-achat[222] : émission de télé-achat produite par PBRK (Pierre Bellemare et Roland Kluger)[223] et diffusée chaque jour à 9 h à partir de juin 1988, présentée par Francis Cadot en duo avec Martine Visciano puis dès septembre 1989 avec Annette Pavy, enfin dès avril 1991 chaque nuit avec Catherine Falgayrac.
- En route pour l'aventure : jeu d'aventure pour enfants décliné de La Porte magique, proposé chaque mercredi à 17 h 40 du 14 septembre 1987 au 31 décembre 1988 et présenté par Michel Robbe.
- Miroir sans tain : soirée diffusée tous les jeudis en 2e partie de soirée du 2 novembre 1988 à du juin 1991, consacrée à la diffusion d'un film ou téléfilm érotique.

1989-1990
- Batmania : Diffusée le 12 septembre 1989[224] à l'occasion de la sortie du film de Tim Burton, cette émission spéciale proposée par Marie-France Brière présente une rétrospective du chevalier noir.
- Mémorama : jeu animé chaque jour à 11 h 30 par Michel Robbe, à partir de juin 1989.
- Les Surdoués : jeu animé chaque jour à 11 h 00 par Marc Bessou, du 23 octobre 1990[225] au 15 février 1991[226]. Il s'agit de la reprise du jeu Bonne question, merci de l'avoir posée créé par Jean Bardin, présentée par Lionel Cassan à l'été 1990 sur Antenne 2.
- Désir : émission de charme reprenant les programmes du Playboy Channel diffusé du 14 septembre 1989[227] au 29 décembre 1990[228].
- Les Mordus de la vidéo : l'émission présentait des vidéos amateurs de chutes et gags en famille, entrecoupés de sketchs des frères Cherer avec la participation de Guy Laporte. Cette émission a été lancée une semaine après Vidéo Gag sur TF1 ; elle est l'adaptation de l'émission québécoise Drôle de vidéo.
- Bouvard et Compagnie : En 1989, l'émission Boulevard Bouvard perd son décor de rue parisienne et devient Bouvard et Compagnie avec une équipe réduite de comiques.
- Le Bar des ministères : dans une version proche du Bébête Show, Bouvard imaginera Le Bar des ministères avec des imitateurs d'hommes politiques.
- Tout le monde il est gentil : émission de caméras cachées produite par Jean Yanne et présentée par Yves Lecoq du 3 décembre 1989 au 15 avril 1990 chaque samedi et dimanche à 19 h 30. Avec les débuts de Laurent Baffie.
- Histoires vraies : émission inspirée des Dossiers de l'écran, diffusée dès le 7 février 1990[229],[230],[231] chaque mercredi à 20 h 45, elle est constituée d'un film ou documentaire suivi vers 22 h 30 d'un débat en plateau avec des invités autour de Gilles Schneider et Béatrice Schönberg.
- Perfecto : magazine pour la jeunesse produit par Jean-François Bouquet diffusé du 22 avril[232] au 30 décembre 1989[233]. Marie-France Brière, responsable des programmes fera renaître le programme lors de son départ sur Antenne 2 sous le nom de Giga, avec des séries américaines entre les reportages.
- Je compte sur toi : jeu créé par Jacques Antoine, en collaboration avec Jean Yanne. Ce jeu avait été vendu deux ans auparavant à Rai 2 sous le titre Conto su di te. Animé par Olivier Lejeune. Un couple de candidats joue. L'un, répondant à des questions de culture générale ; l'autre comptant des billets de 200 francs, sur une table infernale. Le but étant de compter tous les billets, sans en oublier un seul ; sinon la somme totale est perdue.
- Télé Contact : sorte de Tournez manège bis, l'émission, adapté du jeu Love Connection est animée par Sophie Garel et consistait à faire se rencontrer des célibataires.
- Les Fléaux capitaux, puis Spéciale drôles d'histoires: émission compilant des sketchs par thème du 21 avril[234] au 1er juillet 1990[235].
- Secrets de femme : soirée ponctuelle diffusée le jeudi, consacrée à la diffusion d'un téléfilm dramatique ou thriller dont l'héroïne est une femme.
- Sur les lieux du crime : soirée ponctuelle diffusée le vendredi avec un téléfilm policier ou thriller américain ou le samedi avec un téléfilm allemand issus de Tatort.

1991-1992
- Soirée Walt Disney : diffusée d'avril 1991 à avril 1992 sur La Cinq. L'émission présente des films de cinéma, issus du catalogue Disney et inédits à la télévision.
- Contes à dormir debout : divertissement animé par Christian Plantu, diffusé à partir du 7 avril 1991 tous les samedis et dimanches à 19 h 10. Des anonymes et des célébrités vont poser des questions à un public qui a inventé une histoire à dormir debout. Le public ne peut répondre que oui ou non, mais en réalité, c'est l'invité qui invente. En effet, le public se contente de répondre oui quand la question de l'invité se termine par un « e » et non dans le cas contraire.
- Ça vous regarde : émission de débat animée par André Bercoff. Le concept sera repris par le journaliste dès 1993 sur France 3, avec Français, si vous parliez.
- Ciné 5 : émission sur le septième art présentée par Michel Cardoze, transfuge de TF1 et diffusée le mardi soir en seconde partie de soirée.
- Les absents ont toujours tort : émission politique animée chaque lundi soir à 20 h 50 par Guillaume Durand.
- La Ligne de chance : jeu créé par Jacques Antoine et animé chaque soir de la semaine à 19 h 00 par Amanda McLane accompagnée par Patrick Simpson-Jones, puis avec Jacques Perrotte.
- Baloon's circus du 3 avril 1991[236],[237] au 26 juin 1991[238], présenté par Thierry Dochler. Deux équipes s'affrontent en gonflant des ballons.
- Babylone à partir du 4 avril 1991[237] . Magazine sur les comics, les mangas, les films fantastiques, présenté par Numa Roda-Gil (transfuge de Giga). L'émission diffusera pour la première fois à la télévision Bouge de là de MC Solaar, dans un clip spécialement tourné pour l'occasion.
- Superchamps du 7 avril 1991[239] au 12 avril 1992[240]. Véritable rallye tout terrain pour enfants, présenté par Eric Bacos et Jacques Perrotte produit par Laure Chouchan pour Tilt productions. Il s'agit de l'adaptation de l'émission britannique du même nom, diffusée sur Channel 4 du 27 janvier 1987 à 1989.
- Dimanche à la maison[241] : émission présentée par Jacques Perrotte du 7 avril 1991 à août 1991 avec Show Bugs Bunny[242], Tous au cirque[243] et La Famille des collines.
- Jouons les pin's ! à partir du 25 septembre 1991. Tous les mercredis, ce magazine présenté par Amanda Mc Lane, surfera avec malice sur le phénomène "pin's" en passant en revue les épinglettes du moment. On appréciera le titre qui est un jeu de mots avec la ville de Juan-les-Pins !
- Pas de panique à partir du 9 septembre 1991. Diffusé du lundi au vendredi, ce jeu présenté par Amanda Mc Lane produit par Jacques Antoine pour JAC. C'est l'adaptation du jeu de société No panic lancé par Mattel quelques mois plus tôt. L'équipe gagnante remportait, d'ailleurs une boîte dudit jeu.
- Youpi ! jeux vidéo à partir du 4 décembre 1991[244]. Tous les mercredis, ce magazine présenté par Yann Kérampran passe en revue l'actualité des jeux vidéo.
- Rires en stock : divertissement de Jean-Pierre Carriau.
- Histoires vraies : émission de débat animée par Paul Lefèvre et Marie-Laure Augry le mercredi en seconde partie de soirée.
- Urgences : magazine de société présenté par Jean-Claude Bourret, adaptée du reality show On Scene: Emergency Response[245]
- Grain de folie : émission de divertissement présentée par Marie-Ange Nardi et André Lamy
- Que le meilleur gagne : jeu quotidien présenté chaque midi par Nagui et repris ensuite sur France 2.
- Intégral : Magazine du sport automobile présenté par Philippe Bruet et diffusé le dimanche après-midi.
- Mille et une pattes : Magazine dominical animalier présenté par le docteur Pierre Rousselet-Blanc.
- C'est tout comm : Magazine présenté par Françoise Gaujour, renommé par la suite À la cantonade.
- Le Club du télé-achat : émission de télé-achat diffusée après le journal de la nuit, présentée par Francis Cadot et Catherine Falgayrac.
- Dimanche et la belle : émission de divertissement présentée par Marie-Ange Nardi et Jacques Perrotte.
- Dimanche 20 h 10 Elkabbach, puis Dimanche 19 h 00 Elkabbach: émission politique présentée chaque dimanche par Jean-Pierre Elkabbach.
- A tort et à raison[246] : magazine présenté Pierre-Luc Séguillon, Amanda MacLane, Roland Cayrol du 6 avril[247] au 6 juin 1991[248].
- À boulets rouges : magazine présenté par Denise Bombardier.
- Conséquences : émission animée chaque jeudi soir par Yolaine de La Bigne et Stéphane Paoli.
- A nous la Cinq : émission estivale hebdomadaire présentée par Nagui, elle permet aux téléspectateurs de voter pour leurs séries préférées du 11 juillet[249] au 8 août 1991[250].
- Vendredi suspense : soirée diffusée tous les vendredis, consacrée à la diffusion d'un téléfilm policier ou thriller.

### Information
- Le Journal permanent : journaux télévisés d'un quart d'heure diffusés à la suite de 5 h 00 à 8 h 00, entrecoupés par la météo et quelques bandes-annonces du 29 février 1988[251] au 12 avril 1992. Ce concept d'information en continu fut une innovation à la télévision française bien avant les chaînes d'information en continu, qui sera reprise en Italie.
- Le Journal de 12 h 30 ou Le Journal-magazine de Jean-Claude Bourret : journal présenté du lundi au vendredi par Jean-Claude Bourret à 12 h 35 (incluant Duel sur la Cinq, voir plus bas).
- Le Journal de 13 h : journal télévisé présenté du lundi au vendredi par Jean-Claude Bourret de septembre 1987 à juillet 1990, puis délocalisé à 12 h 45 par Gilles Schneider d'août 1990 à septembre 1991 et Marie-Laure Augry à partir de septembre 1991. Les journaux de 13 h du week-end sont présentés par Guillaume Durand de septembre 1987 à 1988, puis par Jean-Claude Bourret à partir de septembre 1990.
- Le Journal en images : journal télévisé tout en images de dix minutes diffusé les soirs vers 18 h 50 du 20 février 1988[252] au 14 décembre 1990[253].
- Journal de 20 heures : journal télévisé présenté du lundi au vendredi par Marie-France Cubadda, une semaine sur deux en alternance avec Guillaume Durand en 1987, lequel présente chaque dimanche à 13h et à 20h les JT. Puis par Guillaume Durand et le week-end par Marie-France Cubadda de septembre 1988 à août 1990. À partir de septembre 1990, le journal est présenté du lundi au vendredi par Guillaume Durand et le week-end par Jean-Claude Bourret (depuis août 1990). Il fut couronné meilleur journal télévisé par un 7 d'or en 1989. À partir de septembre 1991, le journal est présenté en couple du lundi au vendredi par Gilles Schneider et Béatrice Schönberg et le week-end par Jean-Claude Bourret.
- Le Minuit pile : édition toute en images de quinze minutes diffusée tous les soirs à minuit. Puis, à partir d'avril 1991, cette édition fut fusionnée avec le Journal de la Nuit.
- Le Journal de la nuit : édition toute en images de dix minutes diffusée tous les soirs aux alentours de 3 h 00. À partir d'avril 1991, cette édition fut fusionnée avec le Minuit Pile et diffusée à des horaires variables ; elle est présentée par Jean-Marc Morandini.
- Le Midi pile : les titres de l'édition de 12h30 diffusée tous les jours à midi du 1er juin 1990[254] au 1er mars 1991[255]
- Public : magazine d'accueil présenté chaque matin par Françoise Gaujour. Le magazine est arrêté prématurément lorsque la guerre du Golfe impose une prise d'antenne anticipée, c'est-à-dire sa case horaire, avant le journal de la mi-journée.
- Duel sur la Cinq : émission de Jean-Claude Bourret diffusée du lundi au vendredi à 12 h 40 de 1987 à 1990 et dans laquelle deux avis opposés venaient débattre sur des questions politiques ou de société. Débat parfois stérile ou joute croustillante, cette émission réunit sur un même plateau des antagonismes aussi profonds que ceux d'Arlette Laguiller et Jean-Claude Martinez. Sa particularité consiste à laisser s'exprimer chacun des contradicteurs sans aucune intervention intempestive du présentateur, dont le rôle se résumait à veiller à l'égalité du temps de parole des deux intervenants, matérialisée par un sablier.
- Reporters : magazine de grand reportage créé et présenté par Patrick de Carolis tous les samedis de 12 h 32 à 13 h 00, puis, en 1990, en semaine de 19 h 00 à 19 h 40. Reporters est intégré au Magazine des Magazines, le samedi en fin de matinée.
- Nomades : magazine de l'aventure créé par Patrick de Carolis tous les samedis à 23 h 30.
- Documents du monde : Une collection de documentaires présentés par Guillaume Durand[256],[257]du 12 juillet 1991[258] au 5 septembre 1991[259].

### La dernière émission du 12 avril 1992
La dernière émission, intitulée à la fois Il est moins 5 et Vive La Cinq (selon que l'on se base sur l'annonce d'avant-programme ou le générique d'ouverture de celui-ci) a commencé le dimanche 12 avril 1992 à 20 h 45, après le dernier Journal de 20 heures présenté par Jean-Claude Bourret et une parodie de bulletin météo présentée par Chantal Bultez et Véronique Touyé.
Elle a eu lieu dans la rédaction de la chaîne, boulevard Pereire à Paris, avec tout le personnel. Présentée par Gilles Schneider (alors présentateur du Journal de 20 heures en duo avec Béatrice Schönberg), Marie-Laure Augry (alors présentatrice du journal de 12 h 45), Jean-Claude Bourret (alors présentateur des journaux du week-end) et Patrice Duhamel (directeur de l'information), elle proposait de revivre les six années d'existence de la chaîne. Elle s'est terminée par une longue série d'adieux, suivie d'une animation d'une « éclipse totale » d'une « planète 5 » par un astre fait d'un écran brouillé (au son du générique original du journal télévisé, Ainsi parlait Zarathoustra mais dans une version « lugubre »). Apparaît finalement un écran noir avec le texte « La Cinq vous prie de l'excuser pour cette interruption définitive de l'image et du son », puis « C'est fini », suivi d'un écran cette fois totalement vide après que la chaîne a définitivement cesser d'émettre.
L'audience aura culminé lors de cette dernière soirée jusqu'à 6 à 7 millions de téléspectateurs.

### Ce qu'on aurait dû voir sur la chaîne
- Téléfilms coproduits :

Pour respecter ses engagements face au CSA, la chaîne a produit 50 téléfilms de 90 minutes, qui ne seront jamais diffusés sur son antenne.
- Jeu d'access prime time :

Sept marches vers un million, devait être le jeu diffusé en septembre 1992 face à La Roue de la fortune.
- Les dessins-animés coproduits :

Michel Vaillant sera récupéré par France 3 et diffusé dans les Minikeums.
Xavier Couture, l'ancien responsable des programmes jeunesse de La Cinq de 1991 à 1992, lance M6 Kid, dès le 31 août 1992 et présenté par Amanda McLane.
En effet, après avoir abandonné son émission jeunesse Graffi'6, lancée en 1987, M6 revient dans la course, après le dépôt de bilan de La Cinq.
Il n’est donc pas étonnant que les premiers dessins-animés inédits soient des coproductions initiées par La Cinq. Ainsi seront diffusés : Bucky O'Hare, La Petite Boutique, Barnyard commandos et Draculito, mon saigneur. Seul Bucky O'Hare aura eu le temps d'être partiellement diffusé du « vivant » de La Cinq.
On retrouvera aussi des dessins-animés japonais ou américains issus du catalogue de Berlusconi, qu'on aurait dû voir sur La Cinq, si la chaîne avait survécu : Graine de Champion, Cascadogs, Prostars ou Hammerman (ces 2 derniers étant coproduits par DiC, Reteitalia et Telecinco). Sur TF1, Les Aventures de Robin des Bois en 1995 et Les Enfants du capitaine Trapp la même année, sur France 3. Sur les chaînes du câble au début des années 2000 : Erika, Nathalie et ses amis.
- La carte Multipoints :

La carte interactive qui a permis aux téléspectateurs de jouer avec les émissions de France Télévision à partir de 1993 est à l'origine destinée aux téléspectateurs de La Cinq.
Sa version canadienne "Télécash" avait été testée en mai 1991 en France dans la région d'Orléans. Elle devait permettre au Groupe Hachette de créer une "symbiose" entre ses titres de presse et l'audiovisuel.

### Les concepts récupérés par France Télévision
Pascal Josèphe, ancien directeur général de l'antenne de La Cinq, est nommé dès avril 1992 directeur général adjoint de Antenne 2 et FR3, chargé des antennes. Il va donc intégrer à la grille des programmes des deux chaînes publiques, les émissions testées avec succès sur La Cinq.
- Que le meilleur gagne : Le jeu revient sous le même titre, avec une version raccourcie et un générique réorchestré dès le 2 juillet 1992 sur Antenne 2 jusqu'au 22 décembre 1995[266] sur France 2.
- Français, si vous parliez (Ça vous regarde sur La Cinq) : Le talk show quotidien d'André Bercoff revient du 7 septembre 1992[267] au 19 décembre 1995[268] ; puis présenté par Virginie Taittinger sous le titre Si vous parliez.
- Le Jardin des bêtes (Mille et une pattes sur La Cinq) : Le magazine animalier revient du 7 septembre 1992[269] au 18 décembre 1998[270] sur France 3.
- Repères (Dimanche 20h10 Elkabbach) : L'émission d'actualité revient du 10 octobre 1992[271] au 19 décembre 1993[272] sur France 3.

### Retransmissions sportives
Football américain
- Super Bowl (1987-1992)

Sports mécaniques
- Formule 1 (1991-1992)
- Rallye Dakar
- Rallye des Pharaons
- Grand Prix de Pau

(Liste non exhaustive)

### Séries
La Cinq a bâti son succès sur la diffusion (ou rediffusion) de nombreuses séries à succès étrangères (surtout américaines, issues du catalogue de Silvio Berlusconi) et françaises (issues de l'INA ou coproduites).

#### Séries françaises
- Les Cinq Dernières Minutes
- Janique Aimée
- Thierry la Fronde
- Les Saintes chéries
- Thibaud ou les Croisades
- Les Chevaliers du ciel
- Les Globe-trotters
- Les Nouvelles Aventures de Vidocq
- Arsène Lupin
- Les Aventures de Michel Vaillant
- Chéri-Bibi
- Les Enquêtes du commissaire Maigret
- L'Île aux trente cercueils
- Deux ans de vacances
- Tel père, tel fils
- Les Faucheurs de marguerites

#### Séries et téléfilms coproduits par La Cinq
- Voisin, voisine[273]
- Tendresse et Passion[273]
- Lunes de miel[273]
- Rintintin junior[273] (coproduction franco-canadienne)
- Le Voyageur[273] (coproduction franco-américano-canadienne)
- Les deux font la loi[273] (coproduction franco-canadienne)
- Cas de divorce[273]
- Léon Duras, chroniqueur mondain[273]
- Les Trouble-fête[273]
- Super Polar[273] coproduction franco-italo-canado-luxembourgeoise en 14 téléfilms de 90 minutes, créée par Pierre Grimblat et Lamberto Bava
- Les Hordes[273],[274] mini-série d'anticipation franco-luxembourgeoise en 4 téléfilms de 84 minutes réalisée par Jean-Claude Missiaen
- Le Professeur[273] coproduction franco-germano-italienne avec Bud Spencer
- Aldo tous risques[273] (série de téléfilms avec Aldo Maccione)[273] La chaîne cessera d'émettre avant de diffuser l'intégralité de la production. Seuls 3 téléfilms sur 4 seront diffusés.
- Flash, le reporter-photographe[275] coproduction franco-allemande. La chaîne cessera d'émettre avant de diffuser l'intégralité de la production. Seuls 3 téléfilms sur 6 seront diffusés.
- Maigret[273] coproduction avec Antenne 2, La Cinq déposera le bilan avant de pouvoir rediffuser un seul épisode.
- D'amour et d'aventure[276] coproduction franco-canadienne, La Cinq déposera le bilan avant de pouvoir diffuser un seul épisode.
- Comédies Jean Lefebvre[273] (série de téléfilms avec Jean Lefebvre) La chaîne cessera d'émettre avant de diffuser l'intégralité de la production. Seul 1 téléfilm sur 4 sera diffusé.
- Maxime et Wanda[273] La chaîne cessera d'émettre avant de diffuser l'intégralité de la production. Seul 1 téléfilms sur 3 sera diffusé.
- Police secrets[273] La chaîne cessera d'émettre avant de diffuser l'intégralité de la production. Seuls 2 téléfilms sur 9 seront diffusés.

#### Séries américaines
- 200 dollars plus les frais
- Anastasia[273] (mini-série)
- Arabesque[273]
- Arnold et Willy
- Automan[273]
- Buck Rogers
- Capitaine Furillo
- Chasseurs d'ombres
- CHiPs
- Cosmos 1999
- Dallas
- Deux flics à Miami
- Drôle de vie[273]
- Dynastie 2 : Les Colby[273]
- Les Enquêtes de Christine Cromwell[273]
- Flamingo Road[273]
- Galactica
- Génération Pub[273]
- Happy Days
- Hôtel
- K 2000[273]
- Kojak
- Kung Fu
- La Cinquième Dimension[273]
- La Grande Vallée
- La Loi de Los Angeles
- Le Juge et le Pilote
- L'Enfer du devoir[273]
- L'Homme qui valait trois milliards
- L'homme qui tombe à pic
- Lou Grant
- MacGyver
- Manimal
- Max la menace
- Perry Mason
- Pierre le Grand[273] (mini-série)
- Racines (mini-série)
- Riptide[273]
- Serpico
- Shérif, fais-moi peur
- Si c'était demain[273] (mini-série)
- Spenser
- Star Trek
- Super Jaimie
- Supercopter[273]
- Superkid[273]
- Superminds
- Tonnerre mécanique[273]
- TV 101[273]
- Mystères à Twin Peaks[273]
- Un privé nommé Stryker[273]
- V
- Wonder Woman
- La Saga du Parrain (mini-série)

#### Séries britanniques
- Miss Marple[273]
- Bergerac
- La Maison de tous les cauchemars
- Thriller
- Amicalement vôtre
- Docteurs en folie[273]
- Papa et moi
- Hercule Poirot, diffusion le 11 avril 1992[277] sur La Cinq (un seul épisode, Énigme à Rhodes). Acquise par La Cinq en 1992, la chaîne n'aura le temps de diffuser qu'un épisode avant le dépôt de bilan. L'épisode L'Appartement du troisième étage devait être diffusé le 18 avril 1992[278].

#### Séries allemandes
- Inspecteur Derrick[273]
- Le Renard[273]
- L'enquêteur[273]
- Soko, brigade des stups[273]
- Sur les lieux du crime (série de téléfilms)
- Schimanski[273] (série de téléfilms)
- Le Bateau[273] (mini-série)

#### Téléromans québécois
- L'Or du temps[273]
- Marisol[273]
- Belle Rive[92],[273],
- Le Clan Beaulieu[93],[273],

#### Autres
- Shaka Zulu[273] (mini-série)
- La vengeance aux deux visages[273] (mini-série)
- Les Indifférents[273] (mini-série)

### Le Film ce soir: L'affaire Mediaset - Paramount
La Cinq a aussi bâti son succès sur la diffusion (ou rediffusion) de nombreux films à succès étrangers (surtout américains, issus du catalogue de Silvio Berlusconi) et français (rediffusés ou coproduits) dans la case Le Film ce soir. En 2007, une enquête menée en Italie et aux Etats-Unis, puis un procès en 2012 révèlent que depuis 1988, Frank Agrama via la société Harmony Gold achète des films et des séries aux majors américaines dont Paramount et Twentieth Century Fox et les revendait plus chers au groupe Berlusconi,. Tout en faisant transiter la différence sur des comptes en Suisse afin de constituer une caisse noire. Le but étant de faire payer moins d'impôts en Italie au groupe Mediaset de Silvio Berlusconi. Ces films acquis ont aussi été diffusés sur les autres chaînes européennes du groupe dont Telecinco et La Cinq.

#### Films Paramount
- Chinatown
- Un justicier dans la ville
- Marathon Man
- À la recherche de Mister Goodbar
- La Fièvre du samedi soir
- Grease
- Les Guerriers de la nuit
- Star Trek, le film
- American Gigolo
- Vendredi 13
- Y a-t-il un pilote dans l'avion ?
- Les Aventuriers de l'arche perdue
- 48 heures
- Star Trek 2 : La Colère de Khan
- Y a-t-il enfin un pilote dans l'avion ?
- Un fauteuil pour deux
- Le Flic de Beverly Hills
- Footloose
- Indiana Jones et le Temple maudit
- Star Trek 3 : À la recherche de Spock
- Explorers
- Crocodile Dundee
- La Folle Journée de Ferris Bueller
- Le facteur sonne toujours deux fois[283]

#### Films Twentieth Century Fox
- La Planète des singes
- Le Secret de la planète des singes
- Les Évadés de la planète des singes
- La Bataille de la planète des singes
- La Malédiction
- La Guerre des étoiles
- L'Empire contre-attaque
- Le Retour du Jedi
- Cocoon
- Le Kid de la plage

#### Films Warner Bros.
- Jeremiah Johnson de Sydney Pollack
- Magnum Force de Ted Post
- C'était demain (Time After Time) de Nicholas Meyer
- L'Histoire sans fin de Wolfgang Petersen
- Empire du soleil de Steven Spielberg
- Les Goonies
- Barry Lyndon

## Présentateurs et présentatrices ayant officié sur La Cinq
- Jean-Marc Morandini (1989-1992)
- Thierry Ardisson (1987-1988)
- Marie-Laure Augry (1991-1992)
- Alexandre Baloud (1986)
- André Bercoff (1991-1992)
- Jean-Claude Bourret (1987-1992)
- Philippe Bouvard (1987-1989)
- Philippe Bruet (1987-1992)
- Francis Cadot (1989-1992)
- Michel Cardoze (1991-1992)
- Pierre Cangioni (1987-1991)
- Stéphane Collaro (1987-1988)
- Olivier Chiabodo (1990-1992)
- Marie-France Cubadda (1987-1989)
- Guillaume Durand (1986-1992)
- Jean-Pierre Elkabbach (1991-1992)
- Catherine Falgayrac (1987-1992)
- Sophie Garel (1989-1990)
- Françoise Gaujour (1989-1992)
- Alain Gillot-Pétré (1986)
- Olivier de Kersauson (1986)
- André Lamy (1991-1992)
- Amanda Lear (1986)
- Paul Lefèvre (1987-1992)
- Olivier Lejeune (1989-1990)
- Amanda Mc Lane (1991-1992)
- Christian Morin (1986)
- Childéric Muller (1987-1988)
- Nagui (1991-1992)
- Marie-Ange Nardi (1991-1992)
- Stéphane Paoli (1991-1992)
- Jacques Perrotte (1991-1992)
- Nathalie Rihouet (1987-1991)
- Michel Robbe (1987-1988)
- Numa Roda-Gil (1991-1992)
- Jean Roucas
- Pierre Rousselet-Blanc (1991-1992)
- Patrick Sabatier (1987)
- Nancy Sinatra (1990-1992)
- Gilles Schneider (1987-1992)
- Béatrice Schönberg (1987-1992)
- Patrick Sébastien (1987-1988)
- Patrick Simpson-Jones (1991-1992)
- Élisabeth Tordjman (1986)
- Véronique Touyé (1987-1992)
- Antoine Verglas (1986-1987)
- Denis Vincenti (1987-1992)
- Roger Zabel (1986)

## Audiences
La Cinq a toujours eu un nombre d'émetteurs réduit par rapport à TF1, Antenne 2 et FR3, ce qui explique en partie son audience. Son pic se situe en 1989 avec 13 %. Avec l'arrivée d'Hachette, l'audience s'effrite jusqu'à atteindre 10,9 % d'audience en 1991. À noter que pour le dernier jour avec Vive La Cinq, le 12 avril 1992, l'audience est de 21,5 % avec une pointe à 7 millions de téléspectateurs.
| 1986  | 1987   | 1988   | 1989   | 1990   | 1991 |
| ----- | ------ | ------ | ------ | ------ | ---- |
| 4,2 % |        |        |        |        |      |
| 8,4 % | 10,3 % | 13,0 % | 11,7 % | 10,9 % |      |

Source : Médiamétrie
- Meilleurs scores
- Pires scores

## Diffusion

### Hertzien analogique
Dès son lancement, la Cinq est télédiffusée en SECAM sur le nouveau cinquième réseau hertzien analogique terrestre français qui, à sa création, ne touchait que les grandes agglomérations et nécessitait une antenne large bande pour être capté. Fin 1986, la chaîne ne comptait que 54 émetteurs, touchant 45 % de la population, puis 168 en 1989 couvrant 60,6 % de la population. En tant que chaîne privée, La Cinq devait financer les nouveaux émetteurs installés par TDF, avec l'aide toutefois de certaines collectivités locales désirant répondre aux attentes de leurs administrés. Cette dernière particularité expliqua le fort mécontentement de certains élus locaux qui considéraient comme du vol la préemption par l'État de ce réseau qu'ils avaient financés pour y installer Arte sans qu'on leur ait demandé leur avis.

### Satellite
En plus de sa diffusion terrestre, La Cinq devait également être diffusée au niveau européen sur le satellite de diffusion directe TDF 1, comme le prévoyait l'accord d'attribution des canaux du 11 mars 1986 qui fut finalement annulé en mai par le gouvernement Chirac. La chaîne fut donc relayée sur l'ensemble du territoire national par le satellite Telecom 1B, qui alimentait officiellement et sans cryptage les émetteurs terrestres de TDF et qui donc, officieusement, participa à la distribution et à la vente des équipements en parabole en France pour les particuliers. À la suite de l'arrêt de Telecom 1B en 1988, La Cinq passe sur son remplaçant, Telecom 1C jusqu'à la disparition de la chaîne le 12 avril 1992.

### Câble
La Cinq a également été diffusée sur le câble en France sur les réseaux de France Telecom Câble, Lyonnaise Câble et CGV, mais aussi en Belgique de février 1986 à avril 1992, quand elle fut contrainte de disparaître à la suite de la question des droits d'auteur non réglés et, surtout, aux fréquentes attaques de RTL-TVI qui reprochait à La Cinq de ne pas respecter les accords de priorités de diffusion, favorables aux chaînes belges. À plusieurs reprises, le Tribunal a obligé les câblodistributeurs à remplacer le film de La Cinq par un écran noir.